# آبشار بنگان
آبشار بنگان، آبشاری در شهرستان بافت در استان کرمان در کشور ایران می‌باشد.

## معرفی کلی آبشار
این آبشار در ۱۵کیلومتری شمال شرقی شهر بافت واقع شده‌است. این آبشار در روستای بنگان قرار گرفته‌است. در حاشیه این آبشار، گیاهان دارویی فراوانی به وفور دیده می‌شود.

## ارتفاع آبشار
ارتفاع این آبشار که در دامنه کوه‌های لاله زار قرار گرفته‌است به بیش از ۱۵ متر می‌رسد. آبشار بنگان در منطقه‌ای کوهستانی و سردسیری قرار دارد. اطراف این آبشار را درختان گردو و میوه‌های سردسیری پوشانده‌اند.